# Cristina Ledo
Cristina Ledo  (La Coruña, 11 de septiembre de 1999), es actriz, pianista y compositora. Con trabajos realizados de interés en estos ámbitos,  ha intervenido en varias películas y obras de teatro. En su actividad como músico y pianista participa en múltiples recitales  y grabaciones. Composición musical para piano "22:22". Interpretación de doble de manos en la película Pared con pared de Netflix.

## Biografía
Comenzó sus estudios musicales de piano y fagot con sus abuelos, la pianista Natalia Lamas y el saxofonista Narciso Pillo, de quienes recibe gran influencia artística. Participa desde los 8 años en el Coro Cantabile  y durante diez años como parte de su formación musical. Cursó el Grado Profesional de piano con el maestro Gabriel López, obteniendo Matrícula de Honor y obtiene el Primer Premio en el Concurso de Solistas. 
Es licenciada en Interpretación Musical de piano y Máster de Investigación Musical con las máximas calificaciones por la Universidad Alfonso X el Sabio de Madrid, bajo la dirección del pianista y compositor Andrés Alén. Participa ocasionalmente como maestra y pianista repertorista de la misma entidad.
Conformando su formación obtiene el Máster en Interpretación para Cine y Televisión de mano de la Escuela de Actores de Madrid,  que cuenta con el respaldo de la Universidad UDIMA

## Trayectoria musical
Desde el año 2016 se ha presentado como pianista en prestigiosas salas de conciertos como el Auditorio Atarfe de Granada, Auditorio Príncipe Felipe de Asturias, Carnegie Hall de New York, Teatro Real y Auditorio Nacional de Música de Madrid, Madrid Music Hall, Consejo General del Notariado de Madrid, Palacio de la Ópera (La Coruña), Teatros del Canal de Madrid, Auditorio de Galicia en Santiago, etc. También realizó múltiples actuaciones para Cadena Ser y para el programa de televisión Got Talent. Formó parte de numerosos festivales musicales, como la Fundación Princesa de Asturias o el programa artístico Hotchkiss School en Connecticut (USA). 
Es la compositora de la obra para piano 22:22 estrenada en septiembre de 2023 en el auditorio del Museo de Bellas Artes de La Coruña.
En 2024 es invitada por José María Paz Gago director de la "Semana Internacional de Cine de Betanzos" para el acto de entrega del premio conmemorativo a Luis Tosar acompañando con su piano el transcurso de dicho acto y poniendo la nota musical del mismo

## Trayectoria interpretativa
En mayo de 2022, debutó como pianista y actriz doble de manos en la película Pared con pared de Netflix  "una profesora de piano, Cristina Ledo para poder encarnar a la protagonista", interpretando las obras para piano de este filme dirigido por Patricia Font. 
En 2023, estrenó la obra Conversaciones Imposibles, en la cual ejerce el papel de protagonista y guionista, con la dirección escénica de Fernando Guillén Cuervo y Lupe García estrenada en la primera edición del Festival Malasaña a Escena. Actriz principal de Espacios Liminales, una obra de teatro musical-experimental compuesta por Iñaki Marcos sobre textos de Federico Garcia Lorca, la cual girará por prestigiosas salas de Bélgica y España, como el Teatro Arriaga. Actriz y pianista en la gira del musical SIX. Actriz protagonista de Farándula, la nueva película del director Dany Campos.  
En 2024 ha participado en diversos trabajos de publicidad y videoclips de artistas como Méndez. Inicia el proyecto de podcast musical como presentadora y guionista "En Bucle" con entrevistas y promoción de artistas de renombre junto con la periodista madrileña Blanca Campos, el inicio del mismo se produce el día 23 de abril con las entrevistas a Nerea Rodríguez y Ricky Merino en la Sala Clamores de Madrid.